# Хэшунь
Хэшу́нь (кит. упр. 和顺, пиньинь Héshùn) — уезд городского округа Цзиньчжун провинции Шаньси (КНР).

## История
При империи Северная Ци был создан уезд Лянъюй (梁榆县). При империи Суй в 590 году он был переименован в Хэшунь.
В 1949 году был образован Специальный район Юйцы (榆次专区), и уезд вошёл в его состав. В 1958 году Специальный район Юйцы был переименован в Специальный район Цзиньчжун (晋中专区); при этом к уезду Хэшунь был присоединён уезд Цзоцюань. В 1960 году уезд Цзоцюань был воссоздан, и уезд Хэшунь вернулся к прежним границам.
В 1970 году Специальный район Цзиньчжун был переименован в Округ Цзиньчжун (晋中地区).
В 1999 году постановлением Госсовета КНР были расформированы округ Цзиньчжун и город Юйцы, и образован городской округ Цзиньчжун.

## Административное деление
Уезд делится на 5 посёлков и 5 волостей.